# Discografia di Francesco Renga
La discografia di Francesco Renga, cantautore italiano attivo dal 1986, è costituita da otto album in studio, uno di cover, due dal vivo, tre raccolta e oltre quaranta singoli, pubblicati tra il 2000 e il 2023.

## Album

### Album in studio
| Anno                                                                          | Titolo | Classifiche | Classifiche | Certificazioni |
| Anno                                                                          | Titolo | ITA         | SWI         | Certificazioni |
| ----------------------------------------------------------------------------- | --- | ----------- | ----------- | -------------- |
| 2000                                                                          | Francesco Renga - Pubblicato: 2000 - Etichetta: Mercury, Universal - Formati: CD, download digitale                 | 37          | —           |                |
| 2002                                                                          | Tracce - Pubblicato: 2002 - Etichetta: Mercury, Universal - Formati: CD, download digitale                          | 6           | —           |                |
| 2004                                                                          | Camere con vista - Pubblicato: 17 maggio 2004 - Etichetta: Mercury, Universal - Formati: CD, download digitale      | 4           | —           | - ITA: Platino |
| 2007                                                                          | Ferro e cartone - Pubblicato: 12 ottobre 2007 - Etichetta: Mercury, Universal - Formati: CD, download digitale      | 1           | —           |                |
| 2010                                                                          | Un giorno bellissimo - Pubblicato: 23 novembre 2010 - Etichetta: Universal - Formati: CD, download digitale         | 7           | —           | - ITA: Oro     |
| 2014                                                                          | Tempo reale - Pubblicato: 11 marzo 2014 - Etichetta: RCA, Sony Music - Formati: CD, download digitale               | 1           | —           | - ITA: Platino |
| 2016                                                                          | Scriverò il tuo nome - Pubblicato: 15 aprile 2016 - Etichetta: RCA, Sony Music - Formati: CD, LP, download digitale | 1           | 53          | - ITA: Platino |
| 2019                                                                          | L'altra metà - Pubblicato: 19 aprile 2019 - Etichetta: RCA, Sony Music - Formati: CD, LP, download digitale         | 2           | —           |                |
| 2023                                                                          | RengaNek (con Nek) - Pubblicato: 8 settembre 2023 - Etichetta: RCA, Sony Music - Formati: CD, LP, download digitale | 11          | —           |                |
| "—" indica una pubblicazione non classificata o non pubblicata in quel Paese. | |             |             |                |

### Album dal vivo
| Anno | Titolo | Classifiche |
| Anno | Titolo | ITA         |
| ---- | --- | ----------- |
| 2017 | Scriverò il tuo nome Live - Pubblicato: 28 aprile 2017 - Etichetta: RCA, Sony Music - Formati: CD, 2 CD, download digitale                  | 2           |
| 2018 | Max Nek Renga, il disco (con Max Pezzali e Nek) - Pubblicato: 9 marzo 2018 - Etichetta: Warner Music - Formati: 2 CD, LP, download digitale | 3           |

### Tributi
| Anno | Titolo | Classifiche | Certificazioni |
| Anno | Titolo | ITA         | Certificazioni |
| ---- | --- | ----------- | -------------- |
| 2009 | Orchestraevoce - Pubblicato: 13 novembre 2009 - Etichetta: Mercury, Universal - Formati: CD, download digitale | 8           | - ITA: Platino |

### Raccolte
| Anno                                                                          | Titolo | Classifiche |
| Anno                                                                          | Titolo | ITA         |
| ----------------------------------------------------------------------------- | --- | ----------- |
| 2012                                                                          | Fermoimmagine - Pubblicato: 15 febbraio 2012 - Etichetta: Mercury, Universal - Formati: CD, 2 CD, download digitale | 15          |
| 2014                                                                          | Il meglio - Pubblicato: 2014 - Etichetta: Universal - Formati: 2 CD                                                 | —           |
| 2014                                                                          | The Platinum Collection - Pubblicato: 20 febbraio 2014 - Etichetta: Universal - Formati: 3 CD, download digitale    | 52          |
| "—" indica una pubblicazione non classificata o non pubblicata in quel Paese. | |             |

## Singoli

### Come artista principale
| Anno                                                                          | Titolo                                                    | Classifiche | Certificazioni     | Album di provenienza      |
| Anno                                                                          | Titolo                                                    | ITA         | Certificazioni     | Album di provenienza      |
| ----------------------------------------------------------------------------- | --------------------------------------------------------- | ----------- | ------------------ | ------------------------- |
| 1999                                                                          | Affogo, Baby                                              | —           |                    | Francesco Renga           |
| 2001                                                                          | Raccontami...                                             | 24          |                    | Francesco Renga           |
| 2002                                                                          | Tracce di te                                              | 17          |                    | Tracce                    |
| 2002                                                                          | Dove il mondo non c'è più                                 | —           |                    | Tracce                    |
| 2004                                                                          | Ci sarai                                                  | —           |                    | Camere con vista          |
| 2004                                                                          | Meravigliosa (la Luna)                                    | —           |                    | Camere con vista          |
| 2005                                                                          | Angelo                                                    | 1           | - ITA: Oro         | Camere con vista          |
| 2005                                                                          | Un'ora in più                                             | —           |                    | Camere con vista          |
| 2007                                                                          | Cambio direzione                                          | 19          |                    | Ferro e cartone           |
| 2007                                                                          | Ferro e cartone                                           | —           |                    | Ferro e cartone           |
| 2008                                                                          | Dimmi                                                     | —           |                    | Ferro e cartone           |
| 2009                                                                          | Uomo senza età                                            | 10          |                    | Orchestraevoce            |
| 2009                                                                          | L'ultima occasione                                        | —           |                    | Orchestraevoce            |
| 2009                                                                          | Io che non vivo senza te                                  | 39          |                    | Orchestraevoce            |
| 2010                                                                          | Un giorno bellissimo                                      | —           |                    | Un giorno bellissimo      |
| 2011                                                                          | Per farti tornare                                         | —           |                    | Un giorno bellissimo      |
| 2011                                                                          | Regina triste                                             | —           |                    | Un giorno bellissimo      |
| 2012                                                                          | La tua bellezza                                           | 8           | - ITA: Oro         | Fermoimmagine             |
| 2012                                                                          | Senza sorridere                                           | —           |                    | Fermoimmagine             |
| 2014                                                                          | Vivendo adesso                                            | 4           | - ITA: Platino     | Tempo reale               |
| 2014                                                                          | Il mio giorno più bello nel mondo                         | 1           | - ITA: Platino (3) | Tempo reale               |
| 2014                                                                          | A un isolato da te                                        | 37          | - ITA: Oro         | Tempo reale               |
| 2015                                                                          | L'amore altrove (feat. Alessandra Amoroso)                | 35          | - ITA: Oro         | Tempo reale               |
| 2015                                                                          | Era una vita che ti stavo aspettando                      | 96          | - ITA: Platino     | Tempo reale               |
| 2016                                                                          | Guardami amore                                            | 64          | - ITA: Platino     | Scriverò il tuo nome      |
| 2016                                                                          | Il bene                                                   | 74          | - ITA: Oro         | Scriverò il tuo nome      |
| 2016                                                                          | Scriverò il tuo nome                                      | —           |                    | Scriverò il tuo nome      |
| 2016                                                                          | Migliore                                                  | —           | - ITA: Oro         | Scriverò il tuo nome      |
| 2017                                                                          | Nuova luce                                                | —           | - ITA: Oro         | Scriverò il tuo nome Live |
| 2017                                                                          | Il mio giorno più bello nel mondo (con Max Pezzali e Nek) | —           |                    | /                         |
| 2017                                                                          | Gli anni (con Max Pezzali e Nek)                          | —           |                    | /                         |
| 2018                                                                          | Fatti avanti amore (con Max Pezzali e Nek)                | —           |                    | /                         |
| 2018                                                                          | Strada facendo (con Max Pezzali e Nek)                    | —           |                    | Max Nek Renga, il disco   |
| 2019                                                                          | Aspetto che torni                                         | 34          |                    | L'altra metà              |
| 2019                                                                          | L'odore del caffè                                         | —           |                    | L'altra metà              |
| 2019                                                                          | Prima o poi                                               | —           |                    | L'altra metà              |
| 2019                                                                          | Normale                                                   | —           |                    | L'altra metà              |
| 2020                                                                          | Insieme: grandi amori                                     | —           |                    | /                         |
| 2021                                                                          | Quando trovo te                                           | 39          |                    | /                         |
| 2022                                                                          | Mille errori                                              | —           |                    | /                         |
| 2023                                                                          | L'infinito più o meno (con Nek)                           | —           |                    | RengaNek                  |
| 2023                                                                          | Il solito lido (con Nek)                                  | —           |                    | RengaNek                  |
| 2023                                                                          | Inspiegabile (con Nek)                                    | —           |                    | RengaNek                  |
| 2024                                                                          | Pazzo di te (con Nek)                                     | 32          |                    | RengaNek                  |
| 2024                                                                          | Dolcevita (con Nek)                                       | —           |                    | RengaNek                  |
| "—" indica una pubblicazione non classificata o non pubblicata in quel Paese. |                                                           |             |                    |                           |

### Come artista ospite
| Anno | Titolo                                                    | Album di provenienza       |
| ---- | --------------------------------------------------------- | -------------------------- |
| 2011 | La quiero a morir (Jarabe de Palo feat. Francesco Renga)  | ¿Y ahora qué hacemos?      |
| 2017 | Duri da battere (Max Pezzali feat. Nek & Francesco Renga) | Le canzoni alla radio      |
| 2020 | T'innamorerai (Marco Masini feat. Francesco Renga)        | Masini +1 30th Anniversary |

## Videografia

### Video musicali
| Anno | Titolo                                     | Regista/i                   |
| ---- | ------------------------------------------ | --------------------------- |
| 1999 | Affogo, Baby                               |                             |
| 2000 | Splendido!                                 |                             |
| 2002 | Tracce di te                               |                             |
| 2002 | Dove il mondo non c'è più                  | Gaetano Morbioli            |
| 2004 | Ci sarai                                   | Maki Gherzi                 |
| 2004 | Meravigliosa (la Luna)                     | Manetti Bros.               |
| 2005 | Angelo                                     | Gaetano Morbioli            |
| 2005 | Un'ora in più                              | Gaetano Morbioli            |
| 2007 | Cambio direzione                           | Gaetano Morbioli            |
| 2007 | Ferro e cartone                            | Gaetano Morbioli            |
| 2008 | Dimmi                                      | Gaetano Morbioli            |
| 2009 | Uomo senza età                             | Cosimo Alemà                |
| 2009 | L'ultima occasione                         |                             |
| 2010 | Un giorno bellissimo                       | Gaetano Morbioli            |
| 2011 | Per farti tornare                          | Edoardo Leo                 |
| 2012 | La tua bellezza                            | Edoardo Leo                 |
| 2012 | Senza sorridere                            | Andrea Corsini              |
| 2013 | La vita possibile                          | Alessandro Gassmann         |
| 2014 | Vivendo adesso                             | Gaetano Morbioli            |
| 2014 | Il mio giorno più bello nel mondo          | Gaetano Morbioli            |
| 2014 | A un isolato da te                         | Gaetano Morbioli            |
| 2015 | L'amore altrove (feat. Alessandra Amoroso) | Gaetano Morbioli            |
| 2015 | Era una vita che ti stavo aspettando       | Gaetano Morbioli            |
| 2016 | Guardami amore                             | Gaetano Morbioli            |
| 2016 | Il bene                                    | Gaetano Morbioli            |
| 2016 | Scriverò il tuo nome                       | Claudio Zagarini, Giada Job |
| 2016 | Migliore                                   | Gaetano Morbioli            |
| 2017 | Nuova luce                                 | Alessandro Murdaca          |
| 2018 | Strada facendo (con Max Pezzali e Nek)     | Gaetano Morbioli            |
| 2019 | Aspetto che torni                          | Gaetano Morbioli            |
| 2019 | L'odore del caffè                          | Mauro Russo                 |
| 2019 | Prima o poi                                | YouNuts!                    |
| 2019 | Normale (feat. Ermal Meta)                 | Duilio Scalici              |
| 2020 | Insieme: grandi amori                      | Fabrizio Conte              |
| 2021 | Quando trovo te                            | Lorenzo Catapano            |
| 2022 | Mille errori                               | Massimo Ferrari             |
| 2023 | L'infinito più o meno (con Nek)            | Marc Lucas, Igor Grbesic    |
| 2023 | Il solito lido (con Nek)                   | Marc Lucas, Igor Grbesic    |
| 2023 | Inspiegabile (con Nek)                     | Marc Lucas, Igor Grbesic    |
| 2024 | Pazzo di te (con Nek)                      | Marc Lucas                  |
| 2024 | Dolcevita (con Nek)                        | Mattia Di Tella             |

#### Partecipazioni in video di altri artisti
| Anno | Titolo                   | Artista                                                                         | Regista/i                     |
| ---- | ------------------------ | ------------------------------------------------------------------------------- | ----------------------------- |
| 2008 | Birima                   | Youssou N'Dour feat. Simphiwe Dana, Irene Grandi, Patti Smith e Francesco Renga | Fabrica                       |
| 2008 | Madre Terra              | Tazenda feat. Francesco Renga                                                   | Laura Chiossone               |
| 2009 | Domani                   | Artisti Uniti per l'Abruzzo                                                     | Ambrogio Lo Giudice           |
| 2016 | Una città per cantare    | Ron & Artisti Insieme per la Lotta Contro la SLA                                | Marco Donazzan, Luca Donazzan |
| 2017 | Duri da battere          | Max Pezzali feat. Nek e Francesco Renga                                         | Manetti Bros.                 |
| 2020 | Ma il cielo è sempre blu | Italian Allstars 4 Life                                                         | Mauro Russo                   |